# Parc Estatal de Goblin Valley
Goblin Valley State Park és un parc estatal d'Utah, als Estats Units. El parc compta amb milers de hoodoos, coneguts localment com goblins, que són formacions de pinacles de roca en forma de bolets, alguns d'altura de diversos metres (metres). Les diferents formes d'aquestes roques resulten d'una capa de roca resistent a l'erosió sobre una pedra sorrenca relativament més suau. Goblin Valley State Park i Bryce Canyon National Park, també a Utah a unes 190 milles (310 km) al sud-oest, contenen alguns dels casos de hoodoos més grans del món.
El parc es troba dins del desert de San Rafael, a la vora sud-est de l' onatge de San Rafael, al nord de les muntanyes Henry. La ruta estatal 24 d'Utah passa unes 4 milles (6.4 km) a l'est del parc. Hanksville es troba 12 milles (19 km) al sud.

## Història

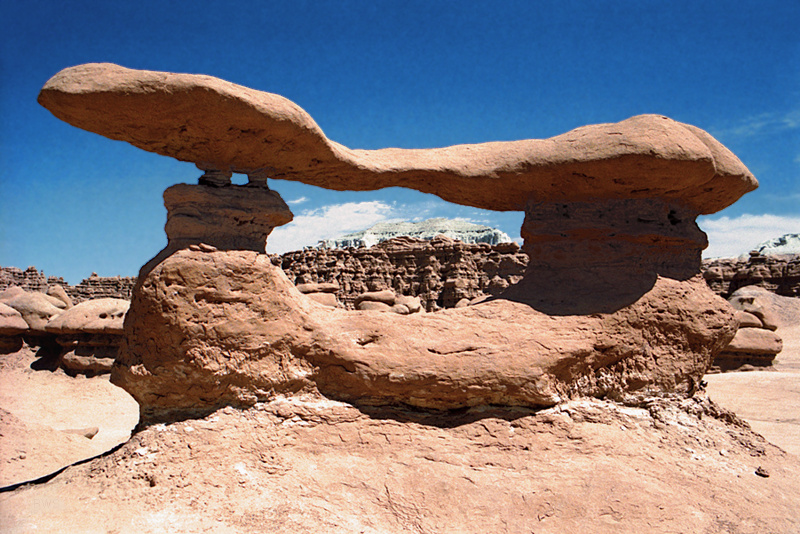
Arc de taula de cafè (ensorrat a principis dels anys 2000)

L'evidència de les cultures natives americanes, com ara Fremont, Paiute i Ute, és trova a tot el San Rafael Swell en forma de pictogrames i panells de petroglifs. Goblin Valley és coneguda per diversos panells d'art rupestre, així com per les formacions rocoses. L'aïllada Vall Goblin va ser trobada per vaquers que buscaven bestiar. Aleshores, a finals de la dècada de 1920, Arthur Chaffin, més tard propietari/operador del Hite Ferry, i dos companys, estaven buscant una ruta alternativa entre Green River i Caineville. Van arribar a un punt de vista a 1 milla (1.6 km) a l'oest de Goblin Valley i es van quedar meravellats pel que van veure – cinc buttes i una vall d'estranyes formacions rocoses en forma de follet envoltades per una paret de penya-segats erosionats. El 1949, Chaffin va tornar a la zona que va anomenar la vall dels bolets. Va passar diversos dies explorant la misteriosa vall i fotografiant-ne nombroses roques erosionades.
La publicitat va atreure visitants a la vall malgrat la seva llunyania. El 1954, es va proposar que Goblin Valley estigués protegit del vandalisme. L'estat d'Utah va adquirir més tard la propietat i va establir la Reserva Estatal de Goblin Valley. Va ser designat oficialment parc estatal el 24 d'agost de 1964. El 2019, el parc estatal es va ampliar afegint 6.261 acres de terreny federal.

## Flora i fauna
La flora de la vall de Goblin inclou el te mormó, el card rus, l'arròs de l'Índia i diversos cactus, així com ginebres i pins pinyoners a cotes més altes.
La fauna inclou conills, escorpins, rates cangur, berrencs, guineus kit, serps de cascavell descolorides i coiots.

### Vandalisme (2013)

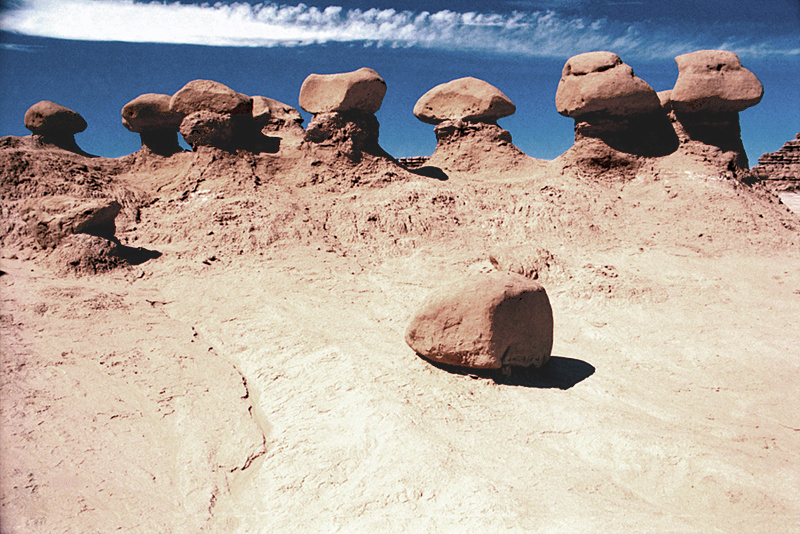
Un hoodoo caigut naturalment, no el vandalitzat

L'octubre de 2013, un líder Boy Scout va enderrocar intencionadament un hoodoo delicadament equilibrat mentre dos homes més miraven, un dels quals va gravar un vídeo que després es va penjar a Internet. Els homes van afirmar que el hoodoo semblava llest per caure i que va ser tombat intencionadament per evitar que els visitants del parc es fessin mal. La formació hoodoo havia existit durant molts milions d'anys, havent-se format a partir de roca que datava de 165 milions d'anys. La taxa mitjana d'erosió d'un hoodoo és d'aproximadament 2-4 peus (0,6-1,3 m) cada 100 anys.
Els dos líders, Glenn Taylor i David Hall, van ser posteriorment acomiadats dels seus papers de lideratge pel Consell de Parcs Nacionals d'Utah, que és un consell local dels Boy Scouts a Utah. Aleshores, els Boy Scouts nacionals van retirar els homes de l'organització d'escoltisme. El gener de 2014, dos dels homes — el que va fer caure el hoodoo i el càmera — van ser jutjats per un delicte de "malèstia criminal" i "dany, desfiguració i destrucció de propietats intencionadament". Els dos homes es van declarar culpables de càrrecs menors de dolència criminal i intent de maltractament criminal, i van rebre una condemna d'un any de llibertat condicional més multes i honoraris relacionats amb el cas.

## Geologia

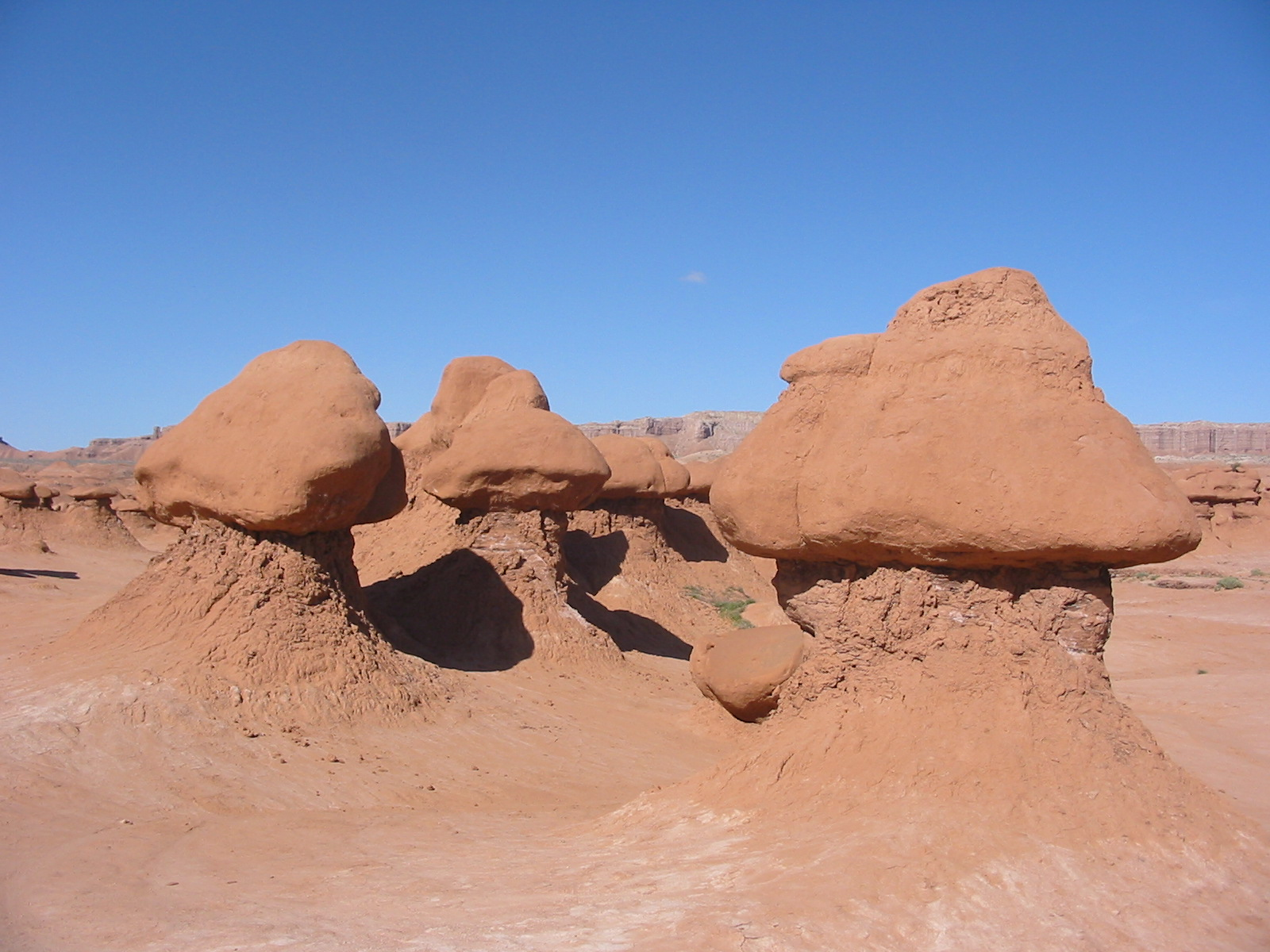
Caprocks de bolets

Les inusuals formes de pedra a Goblin Valley són el resultat de la degradació del gres d'Entrada. L'Entrada consisteix en restes erosionades de les antigues terres altes i tornades a dipositar en un antic pla de marea de capes alternes de gres, llim i pissarra. Les roques mostren evidència d'estar a prop dels marges d'un mar antic amb el flux i el reflux de les marees, canals de marea que dirigien els corrents cap al mar i dunes de sorra costaneres.
Els patrons d'articulacions o fractures dins dels llits de gres d'Entrada van crear zones inicials de debilitat. Les juntes sense intempèrie es van tallar per formar vores i cantonades afilades amb una relació superfície-volum més gran que les cares. Com a resultat, les vores i les cantonades van patir més ràpidament, produint els "goblins" de forma esfèrica.
La pedra arenisca d'Entrada a partir de la qual es van desenvolupar els hoodoos es va dipositar en el període Juràssic fa uns 170 milions d'anys.

## Clima

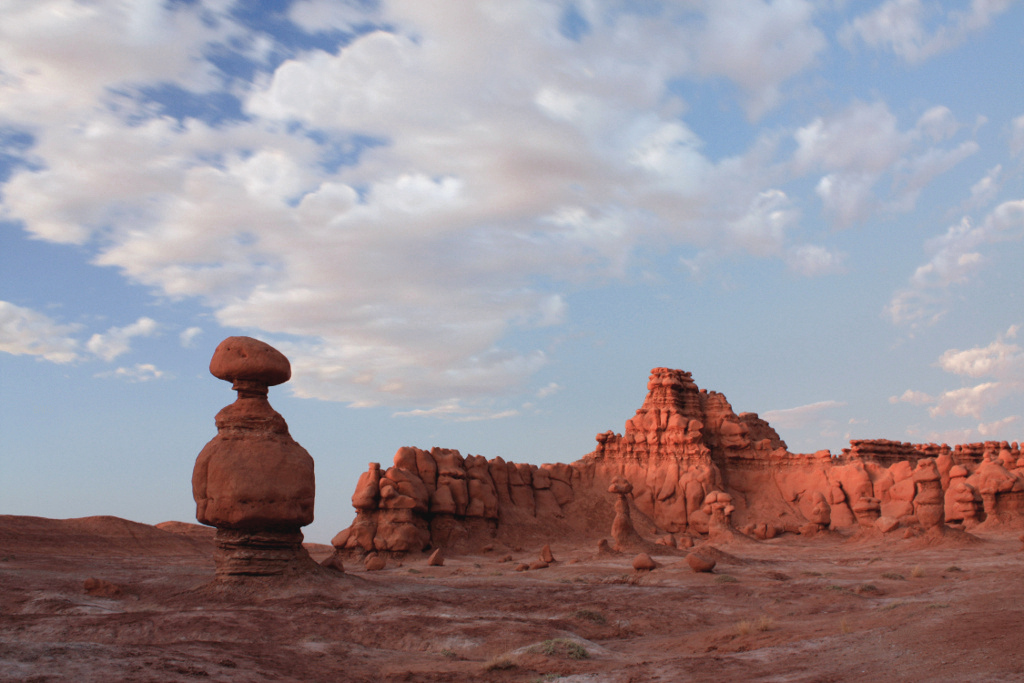
Caputxa de color vermell fosc al capvespre

Màximes mitjanes diürnes a la mitjana d'estiu entre 90 i 105 °F (32 i 41 °C), tot i que la baixa humitat, l'elevació elevada i la vegetació escassa permeten que les nits es refredin ràpidament fins a uns 50 °F (10 °C). A més, el monsó d'estiu intermitent que arriba des del sud pot portar tempestes intenses i localitzades. El terreny accidentat i les pluges intenses poden provocar inundacions devastadores, mentre que la poca humitat combinada amb vents forts i llamps freqüents poden provocar incendis forestals. Els hiverns tenen temperatures més fredes i neu ocasionalment, amb temperatures per sobre de la congelació la majoria dels dies, però sovint baixen fins a 10 °F (−12 °C) a la nit. La precipitació mitjana és inferior a 8 polzades (20 cm).

## Pel·lícula
Goblin Valley va ser destacat a la pel·lícula Galaxy Quest (1999) com un planeta alienígena. Les dunes de gres erosionades a la vall van inspirar el disseny dels monstres de roca del planeta fictici.

## Galeria

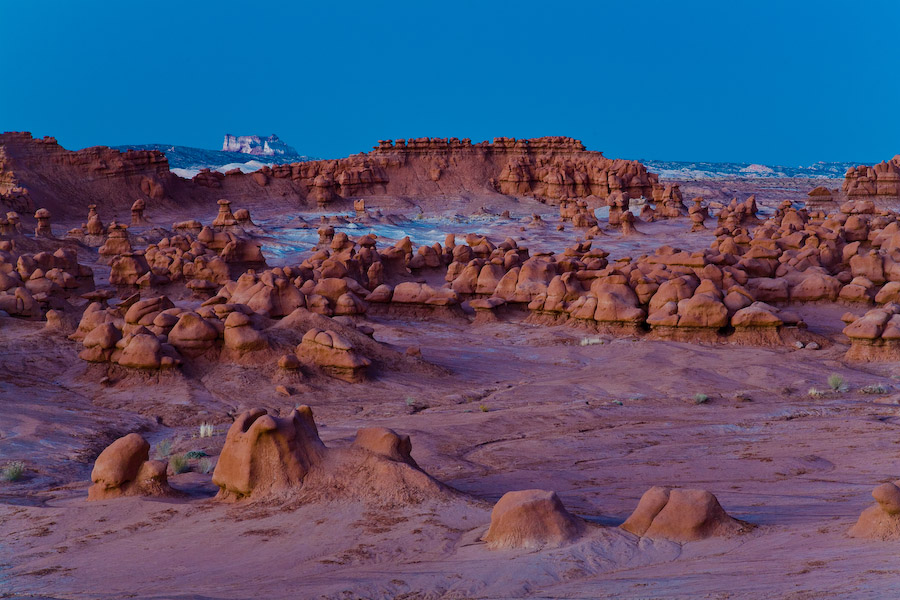
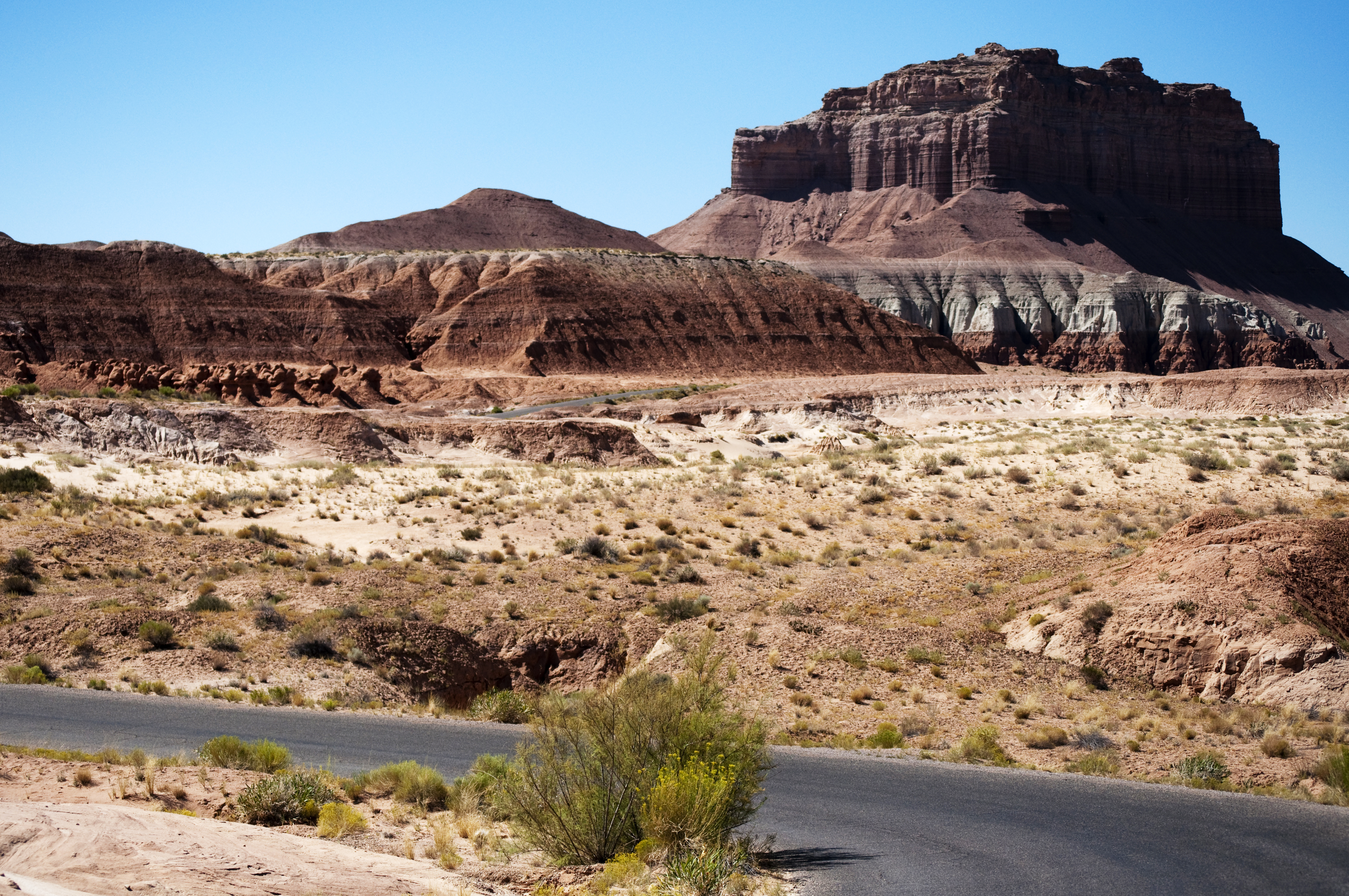
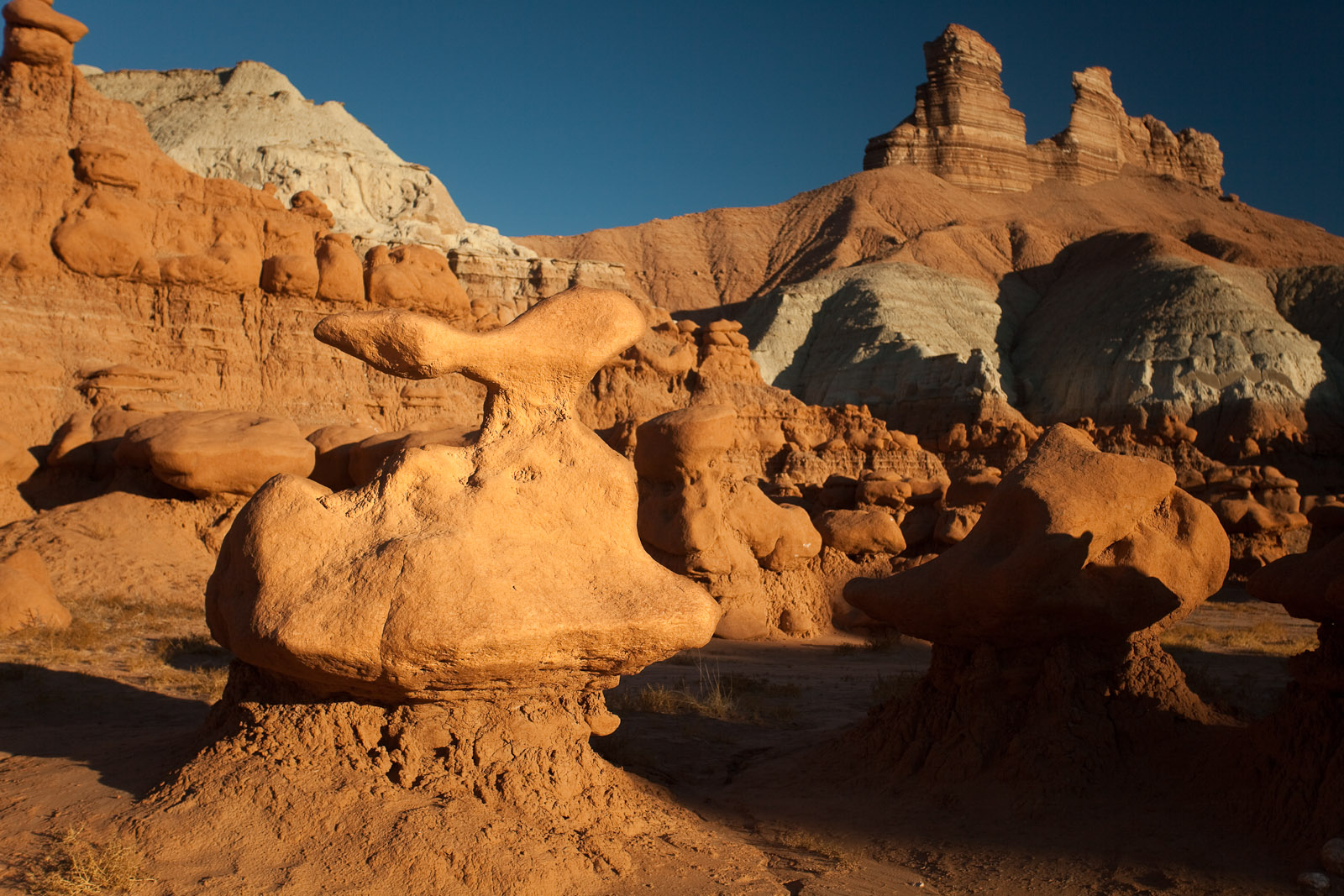
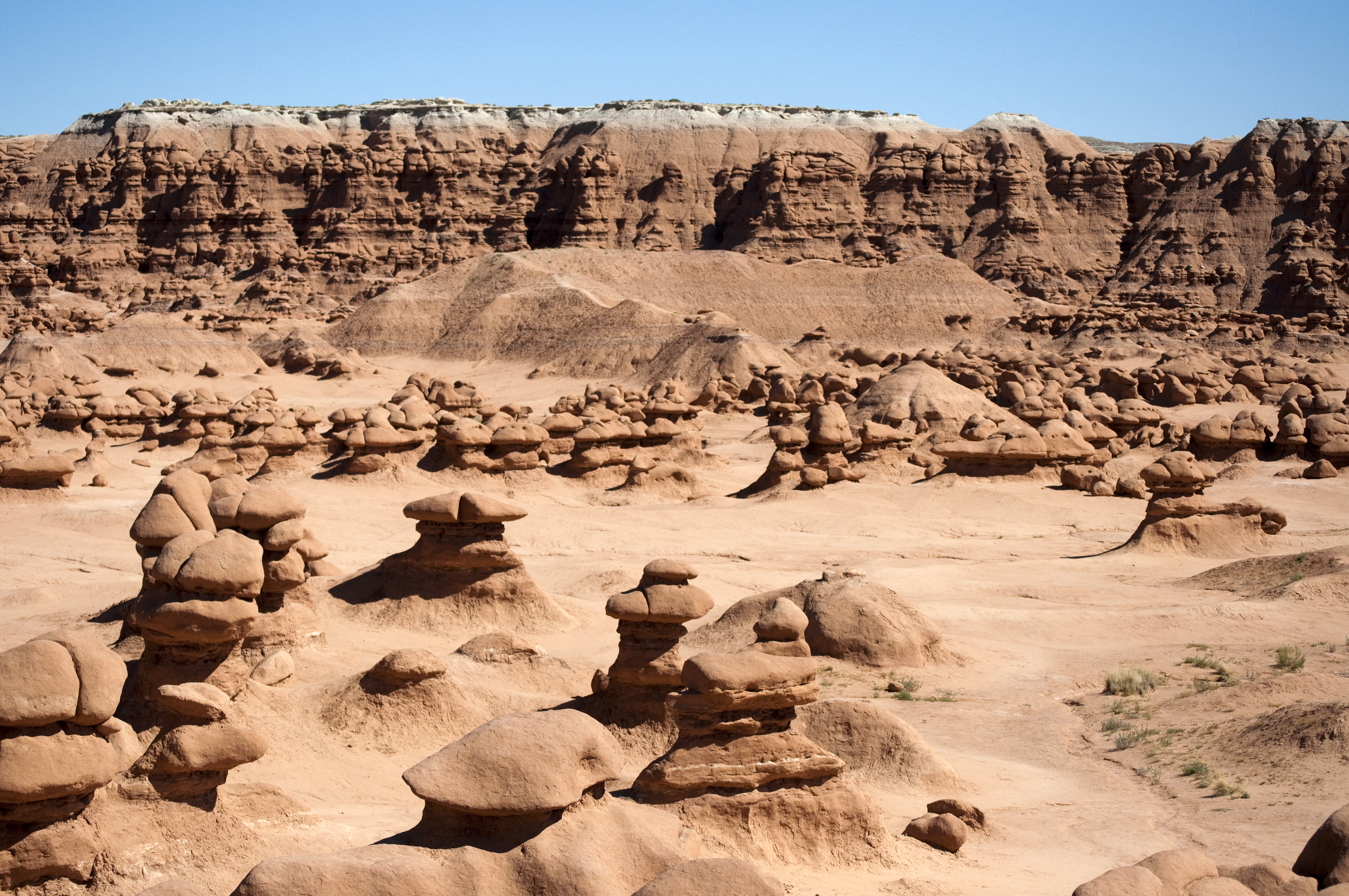
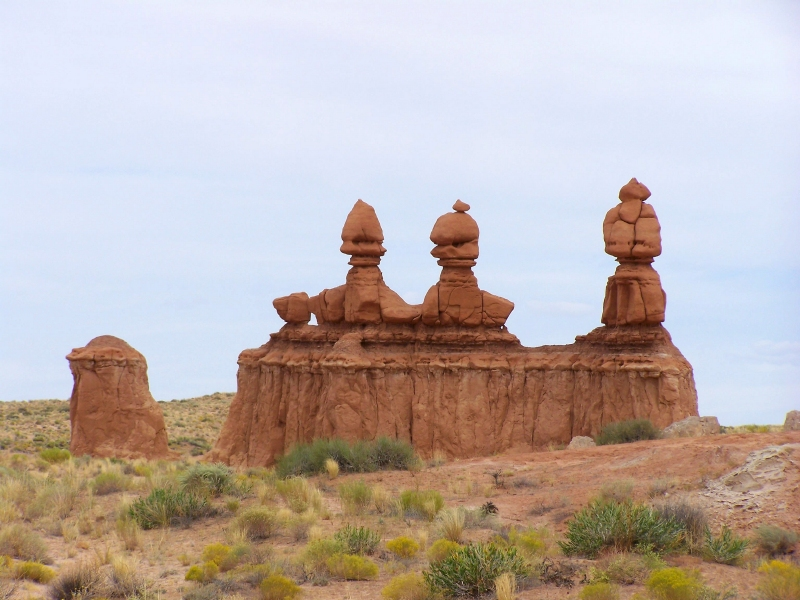
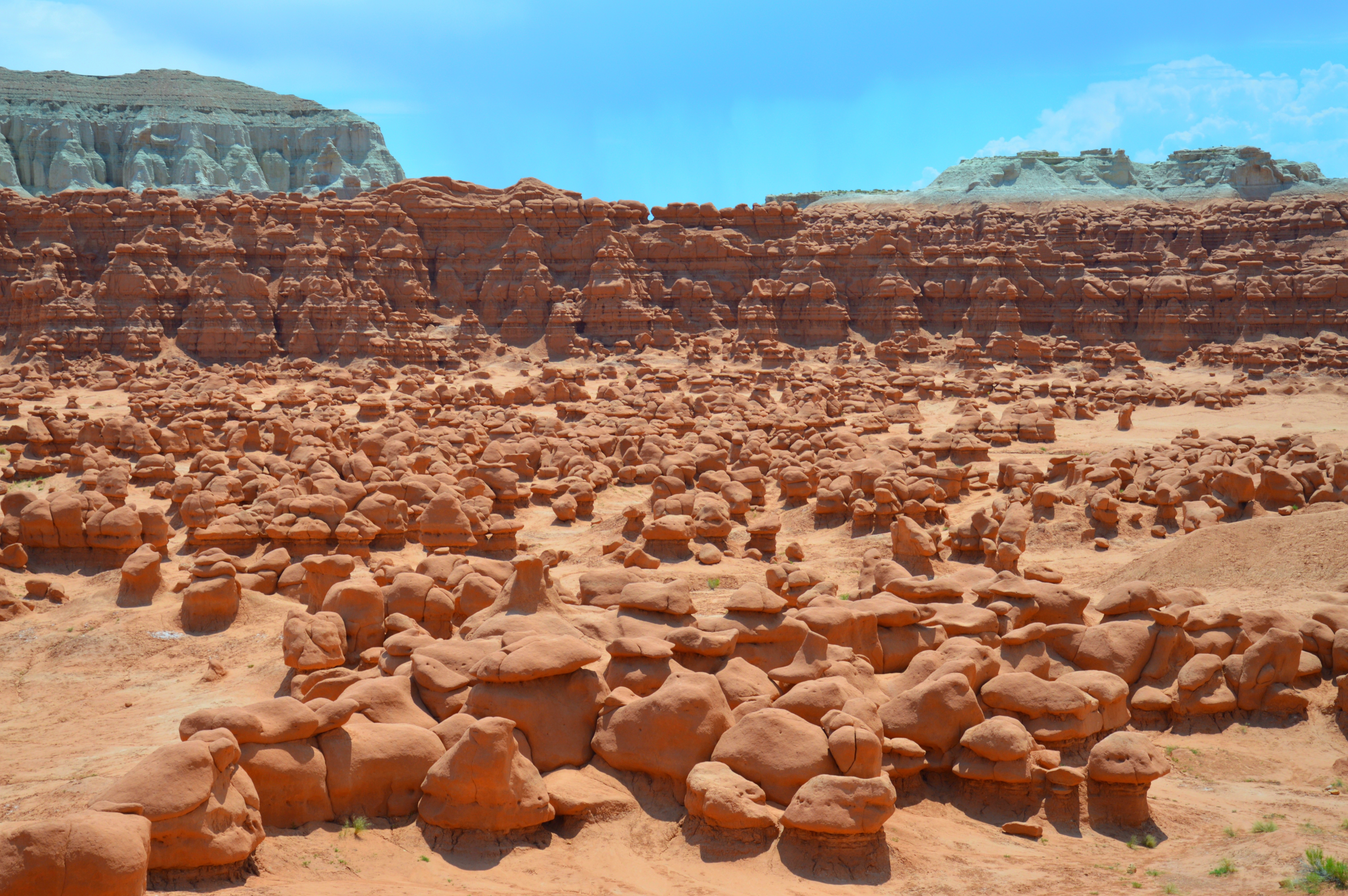
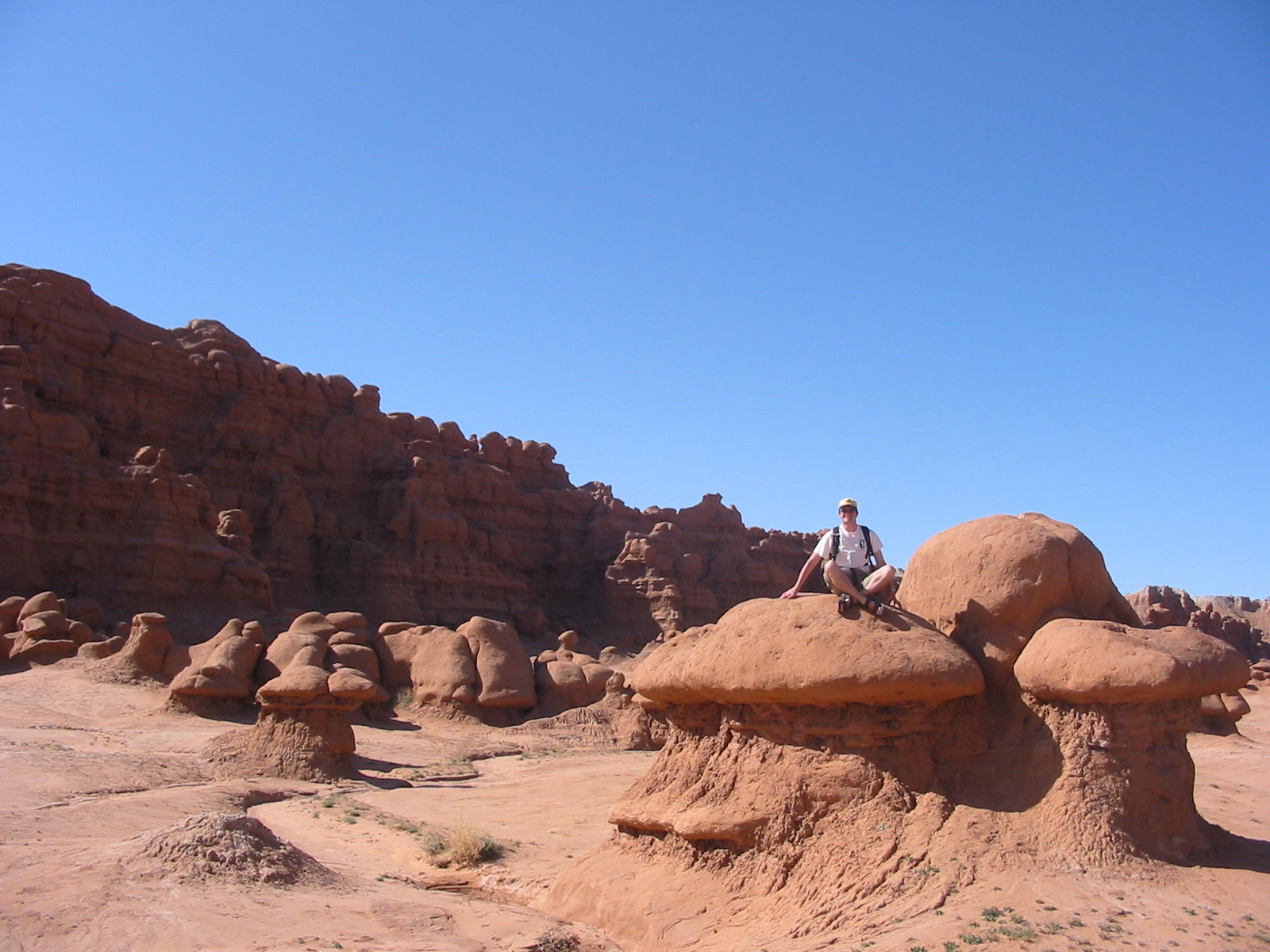
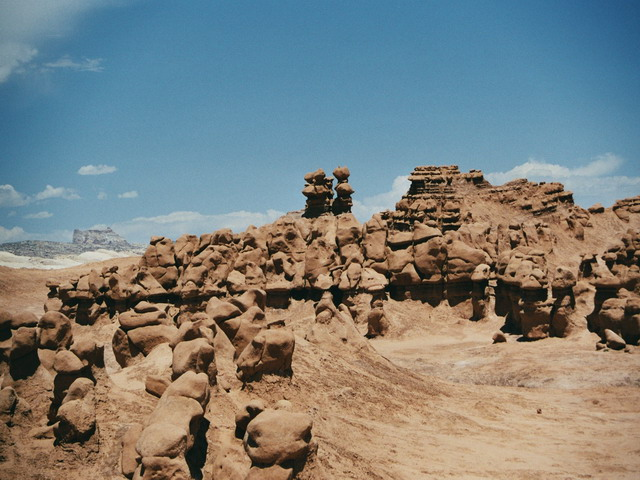
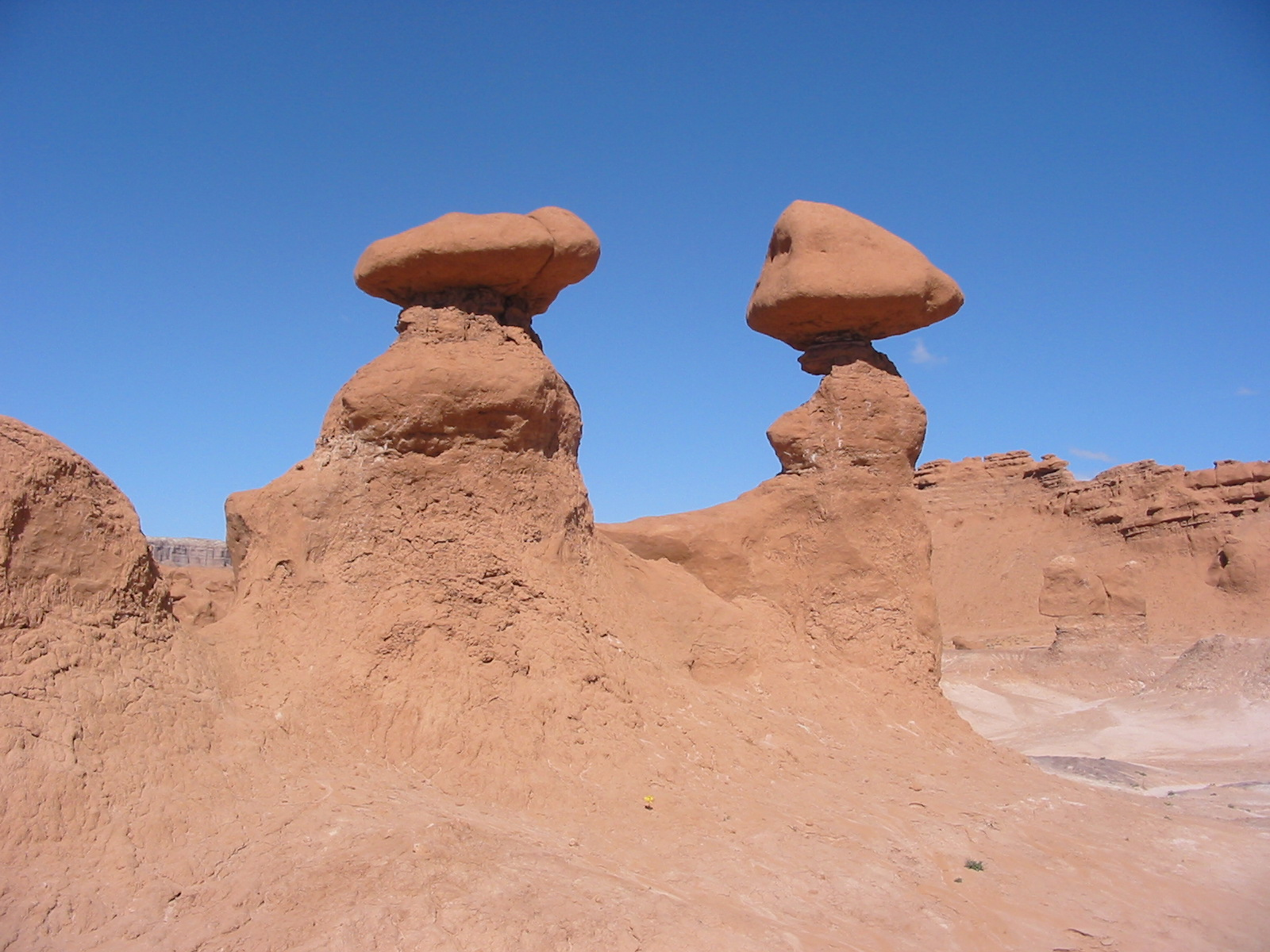
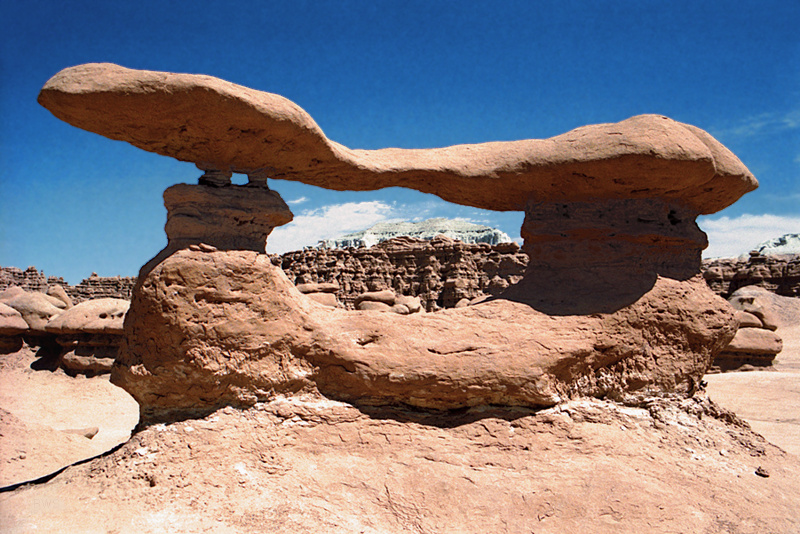
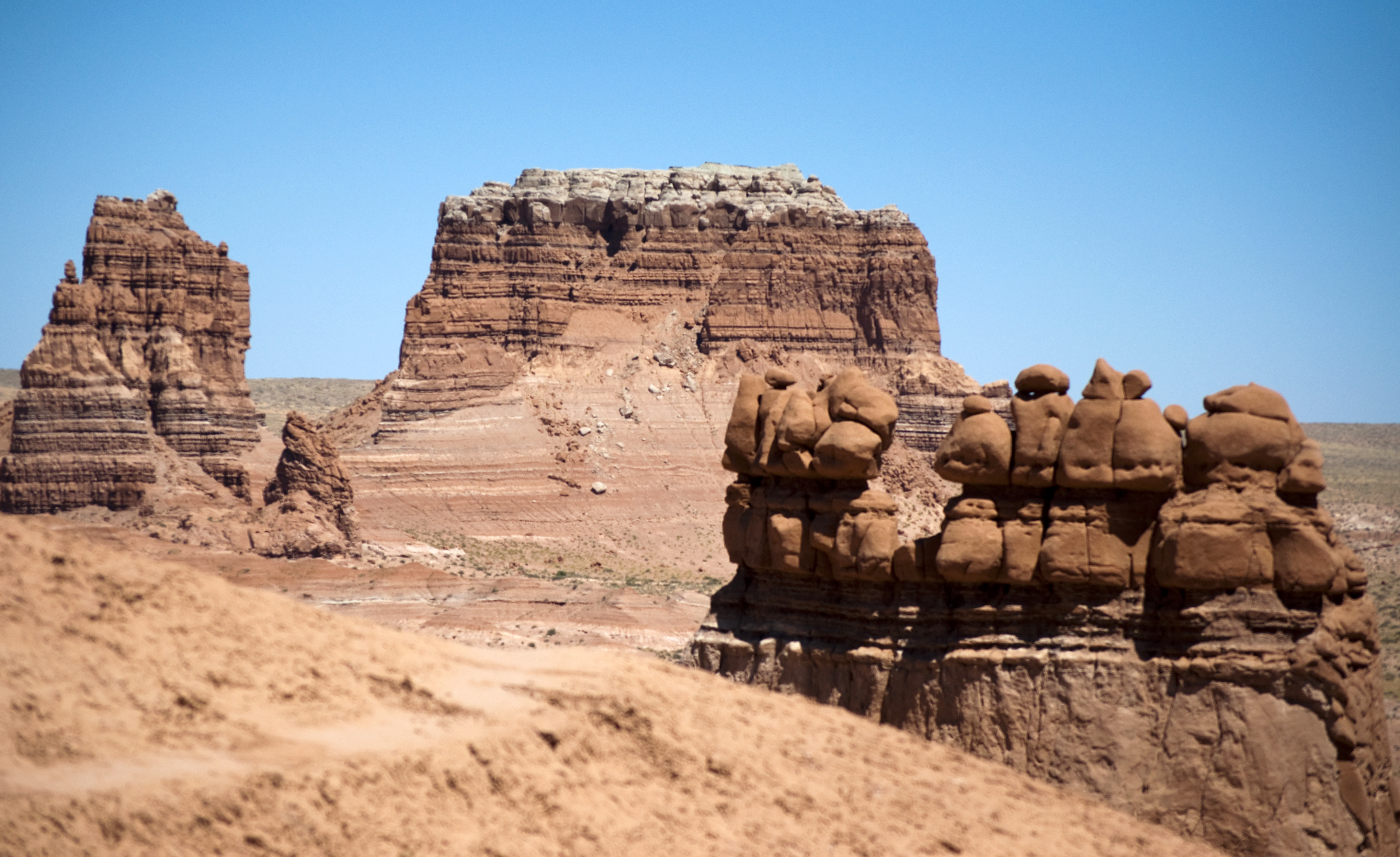